# Cellodling

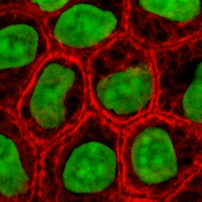
Epitelceller

Cellodling är en process där celler från flercelliga organismer odlas utanför kroppen eller det organ det kommer från. Cellodling började användas på 1950-talet. Cellodling används diagnostiskt, vid framställning av vaccin och vissa enzymer och hormoner, samt vid forskning. Odlade celler kan växa på två sätt: vidhäftade vid ett underlag i en cellodlingsskål (adherenta celler) eller i suspension, där cellerna ligger löst i cellodlingsmediet antingen i aggregat eller som lösa celler. 
Celler odlas i en steril näringsvätska som kallas cellodlingsmedium. Denna ska återskapa väsentliga aspekter av de förhållande som råder i cellens naturliga miljö, och erbjuda de förhållanden som just denna celltyp kräver för att kunna växa i odling. Ofta ska pH-värdet vara 7,2–7,5 och för att hålla pH på denna nivå använder man en buffert, ofta koldioxid- eller bikarbonatbuffert. För att se vilket pH man har i odlingen ingår ofta en kemisk pH-indikator, till exempel fenolrött. Även salthalten är av stor vikt. Vitaminer, aminosyror och olika tillväxtfaktorer är andra ämnen som behövs för att cellerna ska fungera och dela sig. Tidigare använde man ofta serum framställt av blod för att på ett enkelt sätt få tillgång till det mesta av det cellerna behöver. Fetalt kalvserum, från blod från ofödd kalv, är ett ofta använt sådant serum. Idag finns även många serumfria medier, som då måste tillsättas många ämnen som finns i cellernas naturliga miljö.
För att celler ska kunna dela sig måste de ofta vara i ett relativt tidigt differentieringsstadium; alltför högt specialiserade celler har ofta förlorat förmågan att dela sig. Primära celler, utvunna direkt från en vävnad, kan inte odlas i evighet utan dör småningom. En stor del av de celler som odlas tillhör olika cellinjer, som immortaliserats. Dessa är ofta framställda av cancerceller, som satt naturliga mekanismer för att begränsa celldelning ur spel. Det finns även cellinjer från stamceller, som kan differentieras till ett stort antal olika celltyper.

## Subkultivering
När cellerna växer och blir fler behöver man dela upp cellerna i flera kulturer så att de får utrymme att fortsätta växa. För att detta ska kunna ske måste man få loss cellerna från odlingsflaskan. Man säger då att man subkultiverar cellkulturen. Subkultivering kan ske mekaniskt eller enzymatiskt. 

### Mekanisk subkultivering
Den enklaste metoden för att få loss celler är att skaka flaskan. Löst sittande celler, ofta de som befinner sig i mitos-fas, frigörs. Detta leder till att de celler som lossnar befinner sig i samma fas och man säger därför att man får fram en synkroniserad kultur. Om man vill att alla celler ska lossna så kan man använda en skrapa, till exempel en "rubber policeman". Nackdelen med denna metod är att man skadar cellerna. Enzymatisk subkultivering är därför att föredra.

### Enzymatisk subkultivering
Den vanligaste enzymatiska metoden är användande av EDTA och Trypsin. Vilka metoder man använder beror på vilken celltyp man använder och om mediet är serumfritt eller inte.

## Tillväxtkurvor
För att få en bild av en cellkulturs tillväxt ritar man ofta en tillväxtkurva. En tillväxtkurva visar tiden (i dagar för det mesta) på x-axeln och antal celler (ofta naturliga logaritmen för antalet celler) på y-axeln. Syftet med att ta fram en tillväxtkurva kan vara att:
- Bestämma cellernas tillväxthastighet.
- Undersöka om tillväxthastigheten förändras vid tillsats av olika ämnen.
- Jämföra olika mediums tillväxthastighet.

Tillväxtkurvan kan ofta delas in i tre faser. Den första är lag-fasen då tillväxten kan vara noll eller väldigt långsam vilket kan bero på att man använt trypsin vid subkultiveringen som tar bort vissa proteiner från cellytan. Därefter infaller log-fasen då cellerna ofta växer exponentiellt (därför använder man en logaritmisk skala). Sist infaller platåfasen då tillväxten minskar eller är negativ vilket kan bero på att cellerna inte längre kan få näring eller saknar utrymme att fortsätta växa.
Begrepp som används för att beskriva celltillväxten är fördubblingstid och generationstid. Fördubblingstid är den tid det tar för cellerna att bli dubbelt så många. Generationstid är tiden från att cellen befinner sig i en viss fas i cellcykeln tills att cellen återkommer till denna fas. Denna tid är inte densamma som fördubblingstiden på grund av att alla celler inte delar sig och att celler dör.

## Kvantifiering av celler
Vid cellodling är det ofta av stor vikt att veta antalet celler eller koncentrationen av celler. Detta kan göras med en rad olika tekniker.

### Hemocytometer
Användes från början för att beräkna blodceller men används nu även inom andra områden, till exempel vid beräkning av celler vid cellodling. Vätskan hälls på en tjock glassplatta med noga inristade linjer. Ett täckglas lägg på och man räknar cellerna inom utvalda linjer. Eftersom man vet arean och höjden av området inom linjerna kan man också avgöra volymen och därmed få ett mått på antalet celler med mL. Metoden har fördelarna att den är snabb och enkel.

### Coulter-räknare
En bägare innehåller vätska. I bägaren finns ett rör som har små hål där celler kan passera. En elektrisk pol finns i röret och en i bägaren så att en ström finns mellan dessa. När cellerna passerar de små hålen blir det ett avbrott i strömmen som kan registreras. Därmed kan också antalet celler räknas. Passerar en stor cell så blir strömmen som passerar mindre än om det är en liten cell.

### DNA-bestämning
Om man vet hur mycket DNA cellerna innehåller kan man räkna mängden DNA och därmed få ett mått på antalet celler. Detta kallas fluorometri. Metoden kräver en särskild apparat, en fluorometer.

### MTT-assay
För att räkna antalet levande celler kan MTT-assay användas. Principen bygger på att mitokondrierna i levande celler omvandlar ett gult ämne till blått och denna färgförändring kan detekteras.